# Icnotaxon

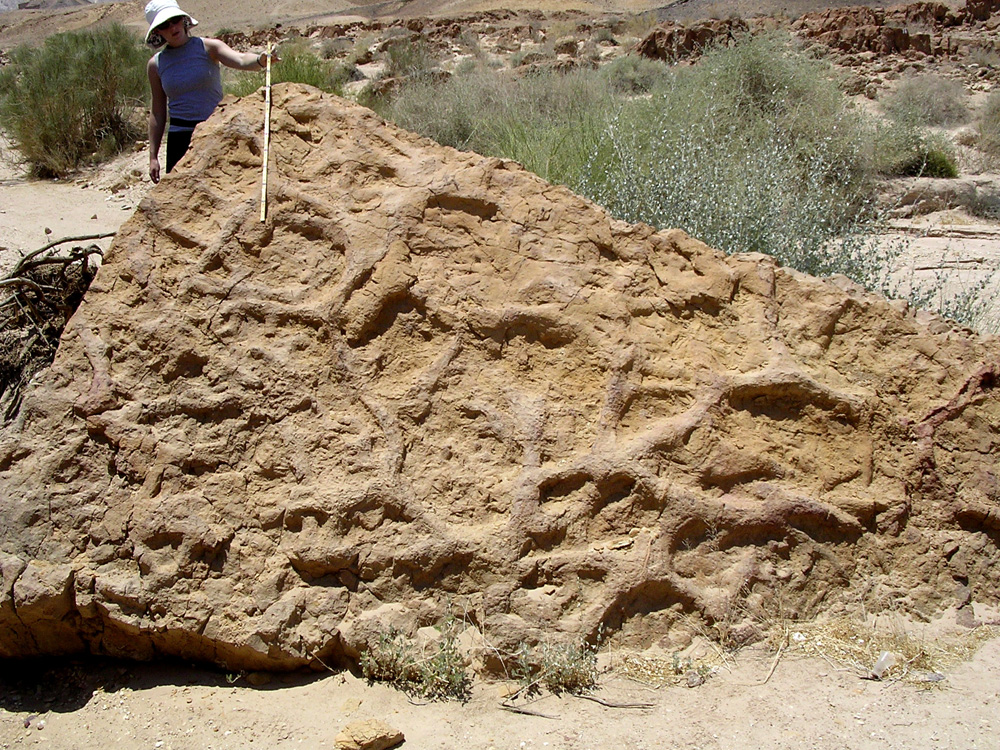
Un icnofossile appartenente all'icnogenere Thalassinoides, ossia tracce di cunicoli scavati da crostacei, risalente al Medio Giurassico e rinvenuto nell'Israele meridionale.

Un icnotaxon (plurale icnotaxa, dall'unione delle parole greche ίχνος, ichnos , "traccia" e ταξις, taxis, "ordinamento") è un taxon basato sull'opera fossilizzata di un organismo vivente, ivi comprese tracce, impronte e cunicoli, vale a dire l'equivalente non umano di un artefatto.

## Denominazione
Gli icnotaxa sono utilizzati per identificare e distinguere gli icnofossili, più comunemente noti come tracce fossili, a cui, similmente a quanto avviene nella tassonomia linneana, vengono assegnati ranghi di genere e specie, chiamati "icnogenere" e "icnospecie", in letteratura comunemente abbreviati come "igen". e "isp." e scritti in corsivo.
Poiché la classificazione degli icnofossili e degli organismi che li hanno lasciati sono indipendenti l'una dall'altra, l'icnotassonomia è un esempio di paratassonomia, o tassonomia parallela alla tassonomia propria. Nella classificazione può accadere che non si riesca ad associare un icnofossile a un organismo specifico, ossia non sempre si riesce ad associare un icnotaxa con un taxa, ma può anche accadere che organismi dello stesso taxon lascino tracce di tipo diverso, formando icnotipi diversi. Ad esempio, le tracce di trilobiti a riposo formano l'icnogenere Rusophycus, mentre le tracce da loro lasciate nella sabbia formano l'icnogenere Cruziana, se l'animale le ha lasciate strisciando, o Diplichnites, se l'animale le lasciate camminando.

## Storia
Il primo ad utilizzare il suffisso -ichnus fu, nel 1858, il paleontologo statunitense Edward Hitchcock, quando chiamò Cochlichnus una sinuosa traccia fossile da lui rinvenuta e probabilmente lasciata da un verme acquatico appartenente al phylum degli anellidi o dei nematodi.
A causa della natura caotica della classificazione delle tracce fossili, i cui criteri non sono ancora stati del tutto definiti o universalmente adottati, diversi icnogeneri sono stati ad esempio battezzati con nomi normalmente associati a fossili di organismi animali o vegetali, per questo, ad esempio, oggi il nome di molti di essi termina con il suffisso -phycus, a causa di una loro precedente ed errata identificazione con generi di alghe.